# Saint-Béron
 Saint-Béron  es una población y comuna francesa, en la región de Ródano-Alpes, departamento de Saboya, en el distrito de Chambéry y cantón de Le Pont-de-Beauvoisin.

## Demografía
| 1167 | 1176 | 1060 | 1164 | 1198 | 1220 |
| Para los censos de 1962 a 1999 la población legal corresponde a la población sin duplicidades (Fuente: INSEE [Consultar]) |      |      |      |      |      |